# Burg Hugstein

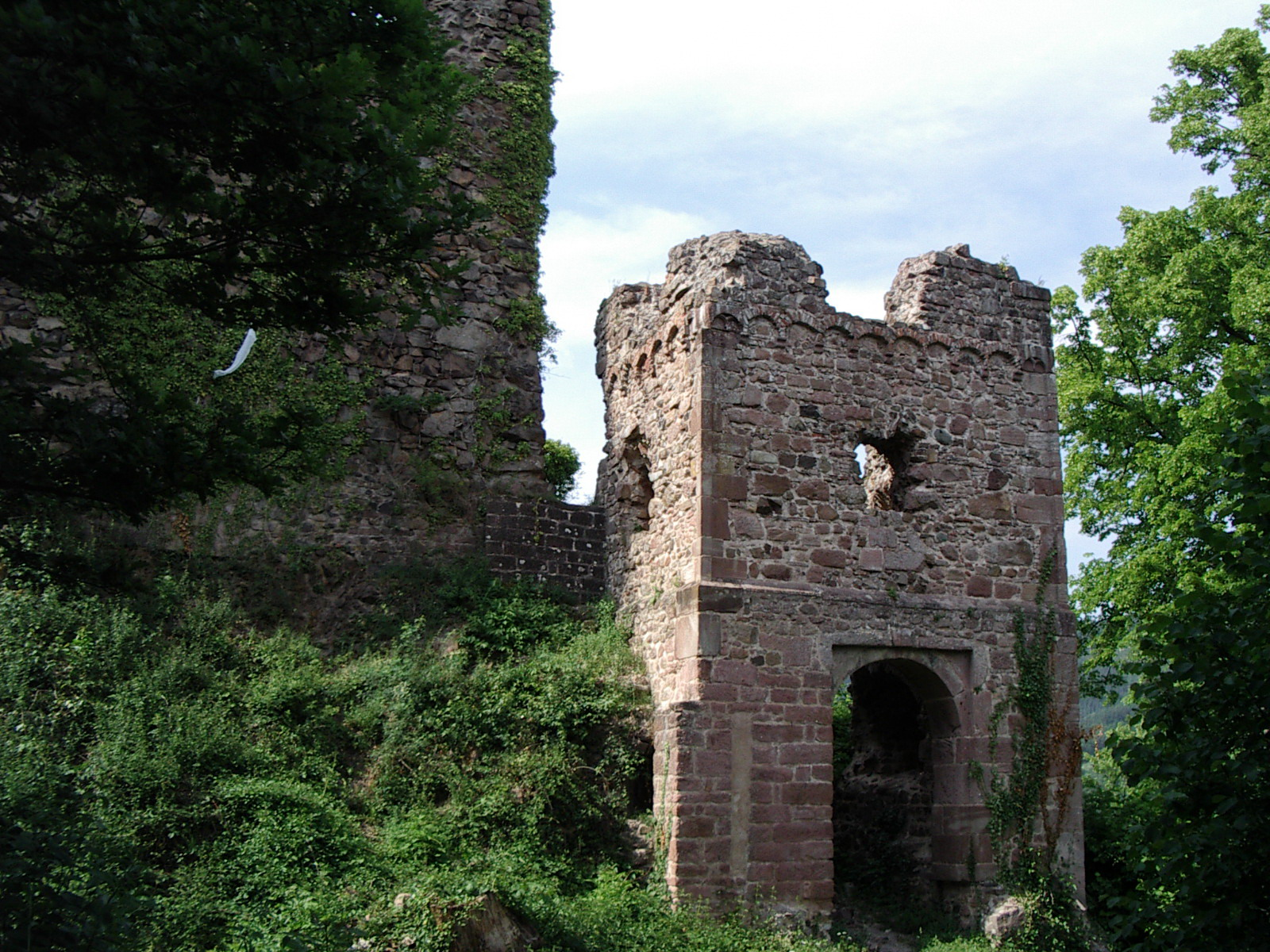
Ruine des Torturms von Burg Hugstein

Burg Hugstein (französisch Château du Hugstein) ist heute eine Ruine. Die Hangburg beherrschte den Eingang zum Tal des Murbachs. Sie erhielt den Namen von ihrem Erbauer, Hugo von Rothenburg, Abt des nahe gelegenen Klosters Murbach, der sie als Residenz sowie zur Kontrolle Gebweilers und des Lauchtals errichten ließ. Die Ruine ist als Monument historique klassifiziert und steht seit dem 6. Dezember 1898 unter Denkmalschutz. Eigentümerin ist die Gemeinde Buhl.

## Geografische Lage
Die Burgruine liegt knapp fünf Kilometer von Murbach entfernt in 389 Meter Höhe auf einem Felsvorsprung am Hang des Liebenberges über der elsässischen Stadt Guebwiller (deutsch Gebweiler) im Florival, dem Tal des Flusses Lauch. Die Burg nahm somit eine zentrale Position in den klösterlichen Besitzungen ein. Bis zur Französischen Revolution lag sie im Amt Gebweiler (Vogtei Gebweiler) der Fürstabtei Murbach. Heute befindet sie sich sowohl auf dem Gebiet von Guebwiller als auch auf dem von Buhl, denn die Grenze der beiden Gemeinden verläuft mitten durch ihren Bergfried.

## Beschreibung
Die zweiteilige Burganlage, bestehend aus Vor- und Kernburg, besaß einen doppelten Bering und wurde im Süden sowie im Westen von einem Graben geschützt. Dort sind auch vereinzelte Reste von Außenwerken erhalten, die möglicherweise von einer Zwingeranlage herrühren. Die Vorburg lag nördlich und wohl auch östlich der Kernburg. Darauf deuten das relativ ebene Gelände im Norden des nahezu rechteckigen, etwa 50 × 100 Meter messenden Burgareals sowie ein vermutetes Tor zur Hauptburg in der Nordwest-Ecke deren Ringmauer hin. Als Baumaterial kam vornehmlich der vor Ort anstehende Gneis zum Einsatz. Als Bruchstein wurde er für die Mauerschalen verwendet, die früher verputzt waren. Einige Partien der Anlagen waren jedoch auch mit Quadern aus dem örtlichen Sandstein verkleidet.

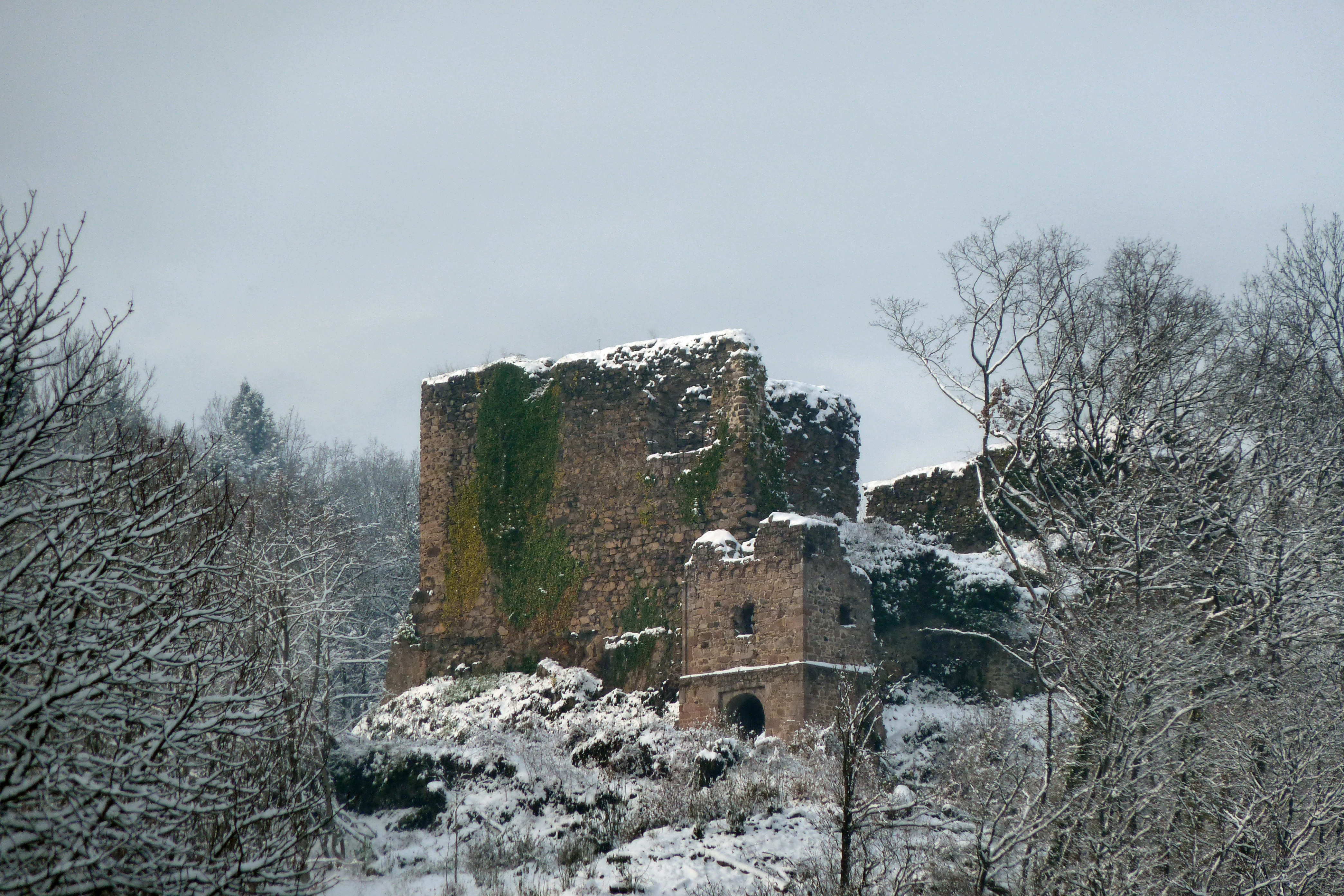
Die Burg Hugstein im Winter

Die äußere Ringmauer sowie die beiden darin integrierten Türme im Westen wurden fast vollständig abgetragen. Auch vom ehemaligen Wohnbau und der daran angesetzten Westmauer der Kernburg sind große Teile verschwunden. Fast alle Sandsteinlaibungen wurden gewaltsam herausgebrochen.
Die rechteckige Kernburg steht etwa in der Mitte des Burgareals und misst etwa 18 × 25 Meter. Sie steht rund vier bis fünf Meter über dem Niveau des nördlichen Vorburgbereichs und ist von einer bis zu zehn Meter hohen inneren Ringmauer umgeben, deren Stärke 2,6 Meter beträgt. Drei der Mauerecken sind abgerundet, was potentiellen Angreifern runde Ecktürme vorgaukeln sollte. Zugang zur Hauptburg gewährte ein ehemals dreistöckiger Torturm aus dem 15. Jahrhundert, von dem noch zwei Geschosse erhalten sind. Neben Bruchstein wurde für seinen Bau auch Backstein verwendet, während seine ornamentale Dekoration aus Sandstein gefertigt wurde. Früher führte eine Zugbrücke, deren Blende noch gut an der Außenseite zu erkennen ist, zur rundbogigen Toreinfahrt. Die dahinterliegende Torhalle besaß einst ein Kreuzgratgewölbe. Zusätzlich hatte der Turm ehemals auch eine kleine Fußgängerpforte. Seine Außenfront weist Scharten und Schießfenster auf. Den oberen Abschluss des ersten Geschosses bildet ein Rundbogenfries aus Backstein mit Eckquadern aus Sandstein, die einfaches Blendmaßwerk aufweisen.

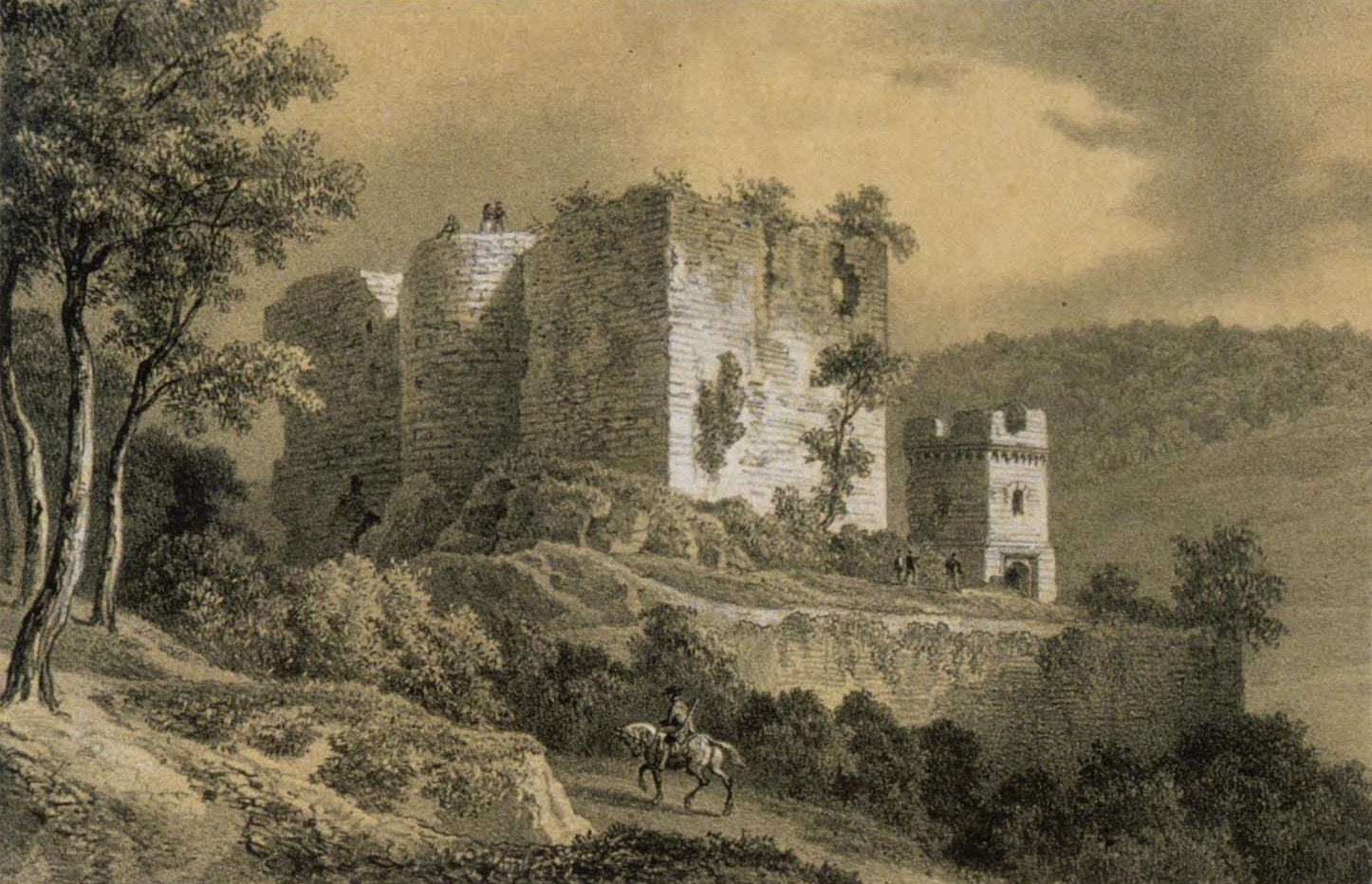
Burg Hugstein um die Mitte des 19. Jahrhunderts, Lithografie von Jacques Rothmüller

Der runde Bergfried mit einem Durchmesser von rund zehn Metern ist in seiner Form eine Seltenheit im Elsass. Der heute noch bis zu zehn Meter hohe Turm steht in der Mitte der Hauptangriffsseite im Westen der Anlage. In seinem Inneren befand sich ein einziger Raum mit rechteckigem Grundriss. Seine hofseitige Mauerstärke ist wesentlich geringer als die zur Angriffsseite gelegene. Der Bergfried besaß ein Mauerwerk aus Buckelquadern und tritt ein wenig aus der Ringmauer hervor, die an dieser Seite aus Glattquadern errichtet worden ist. Von seiner Quaderverkleidung ist jedoch nur noch sehr wenig erhalten, da die Steine im 18. Jahrhundert für den Bau von Häusern in Buhl verwendet wurden. Eine durch Sprengung oder Unterminierung entstandene Bresche direkt nördlich neben dem Turm wurde früher fälschlicherweise als Ausfallpforte interpretiert.
Der Bergfried war früher über einen Gang mit dem Wohnbau der Burg verbunden. Dieser stand wohl im Süden des Kernburgareals und besaß zwei oder drei Geschosse. Bei Instandsetzungsarbeiten in der zweiten Hälfte des 19. Jahrhunderts wurden an den Mauerresten des Ganges Wandmalereien in Form von Rankenwerk in rot-brauner Farbe gefunden. Heutzutage ist die Lage dieses Verbindungsganges nicht mehr zu lokalisieren. Ebenso verhält es sich mit der mittelalterlichen Burgkapelle. Ihre Lage konnte bisher auch nicht mit Sicherheit bestimmt werden. Es wird vermutet, dass sie sich in einem Rechteckbau an der östlichen Seite des Kernburgareals befand. Von der Kapelle existiert noch ein gotischer Schlussstein, der das Relief eines Agnus Dei zeigt und im Musée Théodore Deck (bis 2009 Musée du Florival) der Gemeinde Guebwiller zu sehen ist.

## Geschichte
Johann Paulus Deck gibt in seiner Beschreibung der Stadt Gebweiler (Gebweiler vor der grossen Revolution) das Jahr 1227 als Gründungsdatum der Burg Hugstein an, ohne allerdings seine Quellen für diese Angabe zu benennen. Die Chronik des Klosters Murbach berichtet hingegen davon, dass Abt Hugo von Rothenburg die Anlage erst 1230 errichten ließ, sodass nur dieses Datum als gesichert gelten kann. Sie ist damit die älteste urkundlich gesicherte Burg eines Klosters im Elsass. Sie diente den Murbacher Äbten seit ihrer Erbauung als Wohnsitz. Unter dem Abt Konrad von Stauffenberg wurde Hugsteins Burgkapelle 1313 dem heiligen Benedikt und dem heiligen Kreuz geweiht.
Bartholomäus von Andlau, der von 1447 bis 1476 Abt von Murbach war, ließ diverse Instandsetzungsarbeiten an der Burg durchführen und wahrscheinlich auch den Torturm errichten. Zudem ließ er die Anlage durch zwei Türme und eine zusätzliche Umfassungsmauer verstärken. Anfang des 16. Jahrhunderts diente sie unter Georg von Masmünster als Gefängnis für Häretiker, das heißt für Protestanten und Hexen.

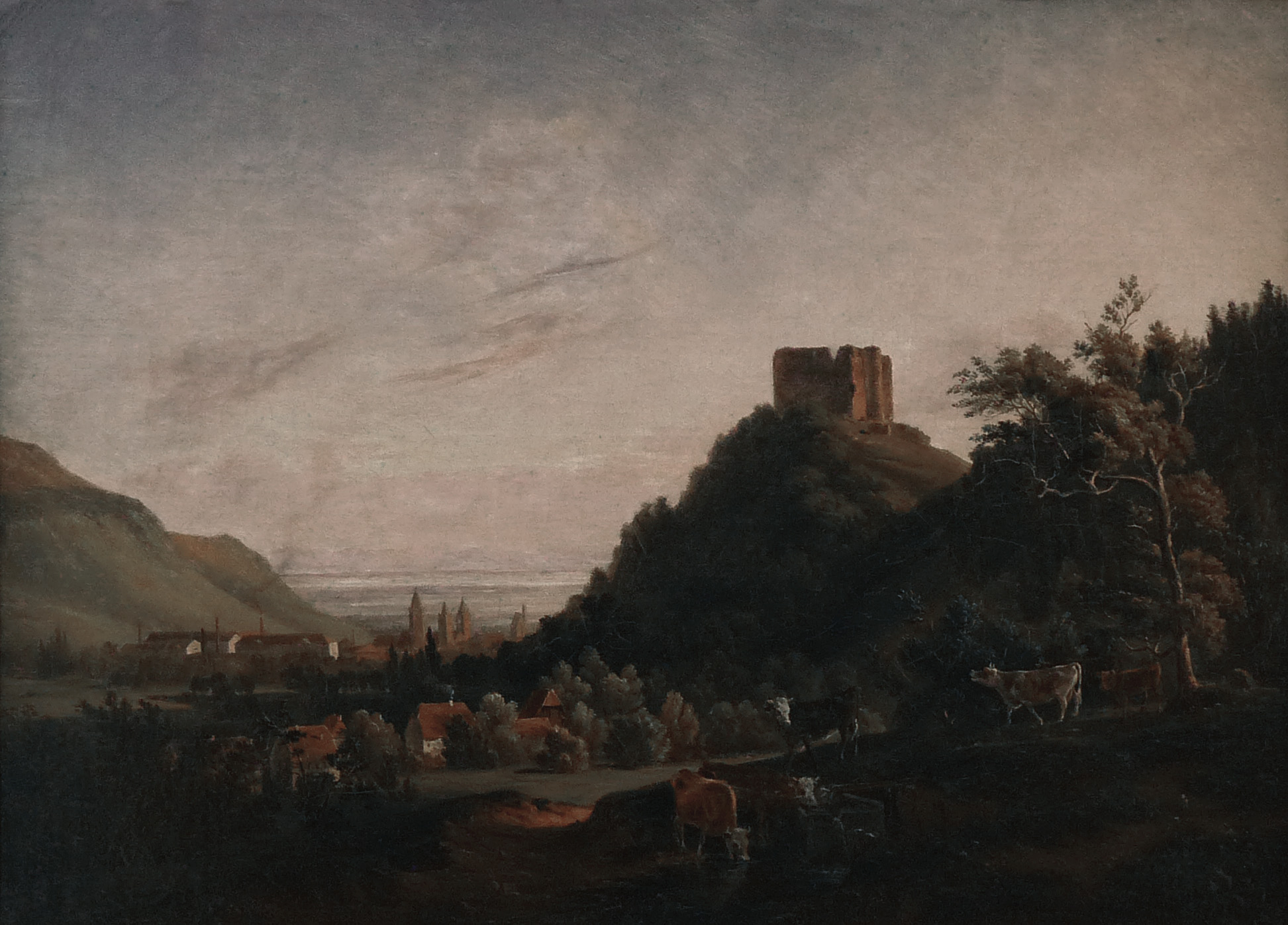
Burg Hugstein 19. Jh., Gemälde von Léon Berthoud

Im Jahr 1542 musste sich Burg Hugstein in einem Nachfolgestreit das einzige Mal in ihrer Historie militärisch bewähren. Als der Murbacher Dekan Heinrich von Istetten mit der Wahl von Rudolf Stoer von Stoerenberg zum neuen Abt nicht einverstanden war, weil er dessen Position für sich beanspruchte, besetzte er die Burg kurzerhand. Als er von seinem Widersacher jedoch belagert wurde, gab er auf und wurde im „grossen thurm“ gefangen gesetzt. Die Burg wurde noch im gleichen Jahr möglicherweise vom Murbacher Abt selbst zerstört. Nach der Zerstörung wurde sie verlassen und 1598 durch einen Blitzschlag weiter beschädigt. Was dabei an Bausubstanz übrig geblieben war, wurde während des Dreißigjährigen Kriegs durch Vandalismus endgültig vernichtet. Im 18. Jahrhundert gab das Kloster Murbach Hugstein endgültig auf. Anschließend wurde die Ruine von Armen bewohnt, ehe die Gebäude im 19. Jahrhundert als Steinbruch dienten.
1862 erfolgten erste Freilegungsarbeiten an der überwucherten Ruine, denen Restaurierungen – besonders am Torturm – folgten. Dabei wurden Wandmalereien gefunden, die heute nicht mehr auszumachen sind.
Im Mai 2006 gründete sich eine Initiative mit dem Namen Pro Hugstein, die sich seither für die Erhaltung der Ruine einsetzt. Unter ihrer Regie fanden schon mehrere Säuberungs- und Instandsetzungskampagnen im Burgareal statt.